# Палтов Олександр Олександрович
Олександр Олександрович Палтов (1867–19??) — український дипломат. Заступник Міністра закордонних справ Української Держави.

## Життєпис
Народився у 1867 році у місті Санкт-Петербург. У 1887 році закінчив юридичний факультет Санкт-Петербурзького університету й був залишений при цьому навчальному закладі.
Згодом молодим ад'юнктом професором деякий час читав лекції у Казанському університеті. Працював на посаді керівника справами у Міністерстві шляхів сполучення. У 1900 році служив віцедиректором одного з департаментів Міністерства шляхів сполучення, а згодом очільником міністерської канцелярії міністра шляхів, ким на той час був Сергій Вітте. До вступу Сергія Вітте на посаду Прем'єр-міністра імперії, був у нього секретарем.
На початку першої світової війни опинився замішаним у кримінальній справі з приводу отримання хабаря у 30 тис. рублів за видачу одній із фірм прав на постачання товарів по Уральській залізниці. Коли Палтов став головою порайонного комітету Міністерства шляхів сполучення у Варшаві, розпочалося формальне слідство. Враховуючи високу придворну посаду Палтова справа набула широкого резонансу і хоча керівники Міністерства шляхів вступилися за нього, він таки змушений був давати показання слідчому. Олександру Палтову довелося подати у відставку. За вказівкою імператор Микола ІІ, слідство було відкладено до закінчення війни.
Платов залишився на посаді директора канцелярії Міністерства шляхів сполучень. Після російської окупації західної України і до Лютневої революції в Росії працював юрисконсультом правління Галицько-Буковинських залізниць.

Делегація Кубанського крайового уряду на прийомі у гетьмана. 1-Павло Скоропадський, 2-В'ячеслав Ткачов, 3-Олександр Палтов, 4-Герасим Вдовенко (ймовірно), 6-Михайло Ханенко, 7-Кузьма Безкровний (ймовірно), 8-Гнат Зеленевський, 9-Іван Полтавець-Остряниця (ймовірно), 10-Євген Лібов, 11-Костянтин Прісовський

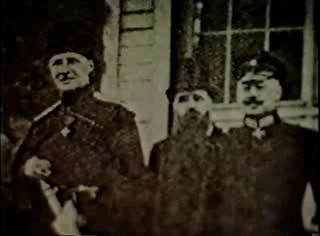
Гетьман Павло Скоропадський і Олександр Палтов

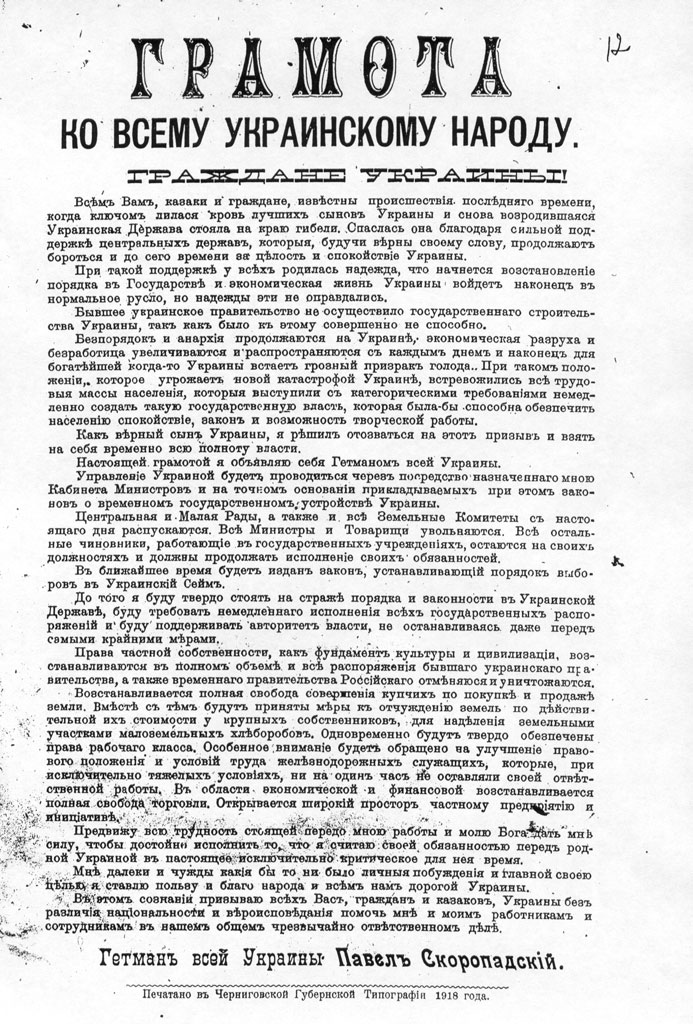
«Грамота до всього Українського народу», автор тексту О. О. Палтов

### На службі в Українській Державі
Після жовтневого заколоту 1917 року в Петрограді, переїхав до Києва, де познайомився з керівником Південно-Західних залізниць Борисом Бутенком. Завдячуючи йому, 25 квітня 1918 р. познайомився з генералом Павлом Скоропадським, якому допоміг у підготовці звернення до українського народу.
Згодом гетьман Павло Скоропадський призначив Платова своїм радником та заступником державного секретаря Української Держави.
Він був автором проєкту не лише «Грамоти до всього Українського Народу», а й «Законів про тимчасовий державний устрій України», котрі з'явилися у Києві після проголошення Української Держави 29 квітня 1918 року. Початково він підготував проєкт утворення Української Держави у формі Князівства Київського і Королівства Галицького. Проте Павло Скоропадський відкинув цю пропозицію, як спробу абсолютизації своєї влади.
3 травня 1918 р. він був призначений товаришем міністра закордонних справ і до листопада перебував на державній службі.
На посаді заступника міністра закордонних справ, за відсутності у науковця Дмитра Дорошенка організаторських здібностей, фактично виконував його роботу. Співробітниця Міністерства закордонних справ Надія Суровцева свідчила: «Йому, Дорошенкові, здавалося, що Палтов допомагав йому в роботі й скромно стояв осторонь. У мене, та й не одної мене, а всіх міністерських співробітників було якраз протилежне враження: керував роботою Палтов, а Дорошенко дуже скромно стояв осторонь».
Олександр Палтов був у складі делегації Української Держави на переговорах із Всевеликим військом Донським, які розпочалися в липні 1918 р. Крім того, поряд з гетьманом, брав участь у оглядинах при прийнятті на службу Українській Державі 26 серпня 1918 р. у Володимирі-Волинському дивізії «синьожупанників». Водночас Олександр Палтов з ентузіазмом сприйняв висунуту тоді В'ячеславом Липинським ідею створення союзу України, Німеччини, Польщі та Угорщини. В зв'язку з підписанням російсько-німецького мирного договору він запропонував звернути особливу увагу української дипломатії на Прибалтійські країни і відкрити консульство у Вільнюсі, позаяк «цей регіон важливий як для економіки, так і особливо для політичного життя України як центр перетинання інтересів Варшави та Києва».
17 серпня 1918 р. разом із головою Ради міністрів Федором Лизогубом відбув до Німеччини, де в Берліні провів кілька зустрічей і обговорень економічно-торговельних та політичних проблем з державним секретарем закордонних справ цієї країни Паулем фон Гінце. На переговорах було розглянуто також питання ратифікації Берестейського договору, донська, холмська, кримська й бессарабські проблеми, а також окремі деталі фінансово-економічного характеру.
Проте Федір Лизогуб і Олександр Палтов не змогли остаточно розв'язати питання створення українського війська й передачі німцями Україні Чорноморського флоту. З цією метою 3 вересня 1918 р. до Берліна на запрошення кайзера Вільгельма ІІ виїхав гетьман Павло Скоропадський. До складу української державної делегації входив й Олександр Палтов. 4 вересня делегація Української Держави прибула до Берліна. Разом з гетьманом та послом України в Німеччині бароном Федором Штейнгелем 5 вересня 1918 р. Олександр Палтов брав участь у переговорах з рейхсканцлером графом Георгом фон Ґертлінгом та заступником державного секретаря бароном Гілмарем фон дем Буше-Хадденгаузеном.
У жовтні 1918 року, в умовах різкого перелому на фронтах Першої світової війни, поразки Болгарії та розпаду Австро-Угорщини, Палтов став одним з ідеологів русофільського напрямку в українській політиці. Він намагався знайти розумний компроміс у конфлікті між гетьманом та політичною опозицією.
11 листопада 1918 головний союзник Української Держави - Німеччина підписала капітуляцію у Першій світовій війні
13 листопада 1918 р. гетьман Скоропадський розпустив Кабінет міністрів Федора Лизогуба та доручив Олександру Палтову виробити нове звернення до українського народу.
14 листопада 1918 року гетьман оголошує Грамоту про федерацію з майбутньою небільшовицькою Росією. Того ж дня він доручив Сергію Гербелю сформувати новий склад Ради міністрів у якому не мало би бути ні германофілів й самостійників.
20 листопада 1918 року Палтов подав у відставку з усіх посад.
Павло Скоропадський згадуючи Олександра Олександровича, наголошував: «Він справді працював над створенням України не за страх, а за совість. […] Я його оцінив з першого дня і думки своєї про нього не міняю, хоча знаю, що багато хто мені в цьому, може бути, дорікне. Я їм у відповідь на це скажу одне: якщо ви, панове, коли-небудь будете в тих умовах, в яких був я, бажаючи вам добра, раджу: бережіть розумних, освічених, спроможних до праці людей, в нас їх можна перелічити по пальцях».
Про подальшу долю Олександра Палтова відомо, що в еміграції він виявив активну діяльність у Сербії, де увійшов до складу Белградського закордонного комітету, до котрого також входив колишній державний секретар Гетьмана Михайло Гижицький та інші.